# بروباكلور
بروباكلور هو مركب 2-كلورو-نيترو-أيزوبروبيل الأسيتانيليد والذي يستخدم كمبيد أعشاب.

## لمحة تاريخية
كانت شركة مونسانتو الأمريكية هي أول من باع وسجّل براءة اختراع لمركب البروباكلور، والذي سمح باستخدامه في الولايات المتحدة الأمريكية خلال عام 1965.

## الاستخدام
يستعمل مستحضر البروباكلور للتحكم في نمو الحشائش السنوية وبعض الأعشاب عريضة الأوراق، كما كان يُباع لفترة وجيزة في المملكة المتحدة للاستخدام كمثبط للإنبات تحت الاسم التجاري مورفي كافرشيلد.
استخدم حوالي 2.1 مليون رطل من مكونات مركب البروباكلور الفعالة في الولايات المتحدة الأمريكية خلال الفترة ما بين عامي1987 و1996،ا وكان حوالي 75٪ من إجمالي البروباكلور المستهلك قد استخدم في زراعة محاصيل الذرة الرفيعة، و24٪ منه في محاصيل الذرة.

## الوضع القانوني
توقفت شركة مونسانتو طواعية عن تصنيع مبيدات البروباكلور منذ عام 1998، وهو مُدرج حاليًا ضمن قائمة وكالة حماية البيئة الأمريكية للمواد السامة.
أصدرت المفوضية الأوروبية في عام 2008 قرارًا بسحب موافقتها على استخدام البروباكلور اعتبارًا من 18 مارس 2009 بسبب العثور على مستقلبات المركب في المياه الجوفية. كما أضيف البروباكلور في عام 2001 إلى القائمة المقترحة رقم 65 في ولاية كاليفورنيا باعتباره مادة مسرطنة.

## الشركات المصنعة الحالية
لا زال هناك عدة شركات تنتج البروباكلور حول العالم، ومن أهم هذه الشركات شركة مبيدات شينزن كينفنغ، ومجموعة ماختشيم أغان.